# Бабча (село)
Ба́бча — село в Лепельському районі Вітебської області, Білорусь. Входить до складу Каменської сільської ради.

## Історія
Бл. 1508 року згадується як маєток князів Бабичів, разом з поселеннями Камень, Ладасна та іншими Чарсвяцької волості.
Згадується 1669 р. у складі Полоцького воєводства Речі Посполитої.